# Primorsko
Primorsko (búlgaro:Приморско) é uma cidade da Bulgária, localizada no distrito de Burgas. A sua população era de 3,340 habitantes segundo o censo de 2010.

## População
| Primorsko | Primorsko | Primorsko | Primorsko | Primorsko | Primorsko | Primorsko | Primorsko | Primorsko | Primorsko | Primorsko | Primorsko | Primorsko | Primorsko | Primorsko | Primorsko | Primorsko | Primorsko | Primorsko | Primorsko |
| --- | --------- | --------- | --------- | --------- | --------- | --------- | --------- | --------- | --------- | --------- | --------- | --------- | --------- | --------- | --------- | --------- | --------- | --------- | --------- |
| Ano | 1887      | 1910      | 1934      | 1946      | 1956      | 1965      | 1975      | 1985      | 1992      | 2001      | 2002      | 2003      | 2004      | 2005      | 2006      | 2007      | 2008      | 2009      | 2010      |
| População |           |           |           | …         | …         | …         | …         | 2,724     | 2,358     | 2,428     | 2,477     | 2,483     | 2,485     | 2,564     | 2,725     | 2,842     | 2,993     | 3,056     | 3,340     |
| Fontes: Instituto Nacional de Estatísticas, „citypopulation.de“, „pop-stat.mashke.org“, Bulgarian Academy of Sciences |           |           |           |           |           |           |           |           |           |           |           |           |           |           |           |           |           |           |           |